# Stevenia laeviventris
Stevenia laeviventris är en tvåvingeart som först beskrevs av Friedrich Hermann Loew 1847.  Stevenia laeviventris ingår i släktet Stevenia och familjen gråsuggeflugor.
Artens utbredningsområde är Grekland. Inga underarter finns listade i Catalogue of Life.